# Hurikán Iris (2001)
Hurikán Iris z roku 2001 byl nejničivější hurikán v Belize od roku 1961, kdy tento stát zasáhl hurikán Hattie. Jednalo se též o 2. nejsilnější hurikán (po hurikánu Michelle), 9. pojmenovanou bouři, 5. hurikán a 3. hurikán přesahující stupeň 3 (tzv. "major hurricane") na Saffirově–Simpsonově stupnici hurikánů atlantické hurikánové sezóny 2001, který se 4. října vyvinul z tropické vlny jihovýchodně od Barbadosu. Pohyboval se západním směrem napříč Karibikem, přičemž 5. října překonal hranici tropické bouře jižně od Portorika a následujícího dne pak hranici hurikánu. Zatímco Iris procházel jižně kolem Dominikánské republiky, produkoval silné srážky, které měly za následek sesuvy půdy a zabily 8 lidí. Později se hurikán přemístil do oblasti jižně od Jamajky, kde zničil 2 domy. Zatímco překonával oblasti západního Karibského moře, rapidně zesílil, až dosáhl 4. stupně hurikánu na Saffirově–Simpsonově stupnici hurikánů. Jako malý hurikán s průměrem oka pouze 11 km a větry o rychlosti až 230 km/h dorazil 9. října na pobřeží jižního Belize nedaleko města Monkey River Town. Hurikán se pak rychle rozptýlil nad územím Střední Ameriky. Jeho zbytky se poté podílely na tvorbě tropické bouře Manuel ve východní části Tichého oceánu.
Škody byly vyčísleny na 250 milionů amerických dolarů. Hurikán poškodil či úplně zničil 3 718 domovů po celém státě a zničil 95 % domovů v 35 nejchudších oblastech Belize. Iris vzal střechu nad hlavou asi 15 000 lidem. Pomoc těmto obyvatelům přišla ze strany vlády a tamější pobočky Červeného kříže. Silný vítr také poničil velké části lesů a úrodu, převážně banány. Hurikán v Belize zabil 24 lidí včetně 20 lidí na palubě převrhnutého člunu nedaleko přístavu Big Creek. Iris též zabil 8 lidí a poškodil zhruba 2 500 domovů v sousední Guatemale. Silné deště zabily v jižním Mexiku další 2 lidi.

## Vývoj, postup a zánik
Na konci září 2001 se přes tropickou část Atlantského oceánu přesouvala ne zcela zřetelná tropická vlna, která později začala být viditelná i na satelitním snímku. Ačkoli její cirkulace byla slabá a špatně viditelná, 4. října ve 12 hodin místního času byla povýšena na tropickou depresi s názvem číslo 11 (Eleven), zatímco se nacházela asi 160 km jihovýchodně od Barbadosu.
Na začátku svého vývoje se deprese pohybovala západo-severozápadním směrem mezi ostrovy Svatý Vincenc a Svatou Lucií. Pokud bychom srovnali její vzhled v této době a před 24 hodinami, nyní deprese vykazovala výraznější odtok vzduchu a konvekci. Cirkulace zůstala téměř neviditelná. Průzkumný let Lovců hurikánů (Hurricane Hunters) ukázal, že cirkulace navzdory dobře zorganizované formaci oblačnosti na satelitním snímku uzavřená nebyla. 5. října ve 21 hodin meteorologové zaznamenali zintenzivňování cirkulace. Větry tehdy v horních vrstvách bouře dosahovaly rychlosti až 119 km/h, což odpovídá 95 km/h na zemském povrchu. Vzhledem k silnému větru byla deprese povýšena na tropickou bouři Iris, zatímco se pohybovala asi 250 km jižně od pobřeží Portorika. Později bylo zjištěno, že Iris dosáhl stavu tropické bouře asi o 9 hodin dříve.
Ačkoli bouře dále zesilovala a oblačnost na satelitním snímku se zdála být dobře zorganizovaná, cirkulace stále viditelná nebyla. Během první debaty ohledně Iris Národní hurikánové centrum zmínilo, že pokud si systém udrží vysokou rychlost kupředu, opět zeslábne na tropickou vlnu. Jeden z meteorologů též zmínil, že jádro bouře je nestabilní, a že pokud se v jižní části systému vyskytne střih větru, systém rychle zmizí. Ačkoli se vzhled systému nijak významně nezměnil, 6. října Lovci hurikánů oznámili nález uzavřeného oka hurikánu o průměru 37 km. Později téhož dne byl Iris povýšen na hurikán, a to jihozápadně od Dominikánské republiky. 7. října brzy ráno už větry uvnitř systému dosáhly rychlosti až 140 km/h. V této době se na satelitním snímku tvar hurikánu zdál být nepravidelný. Tak se stalo díky omezenému odtoku větru z bouře, což bylo zapříčíněno pravděpodobně díky brázdě nízkého tlaku vzduchu.

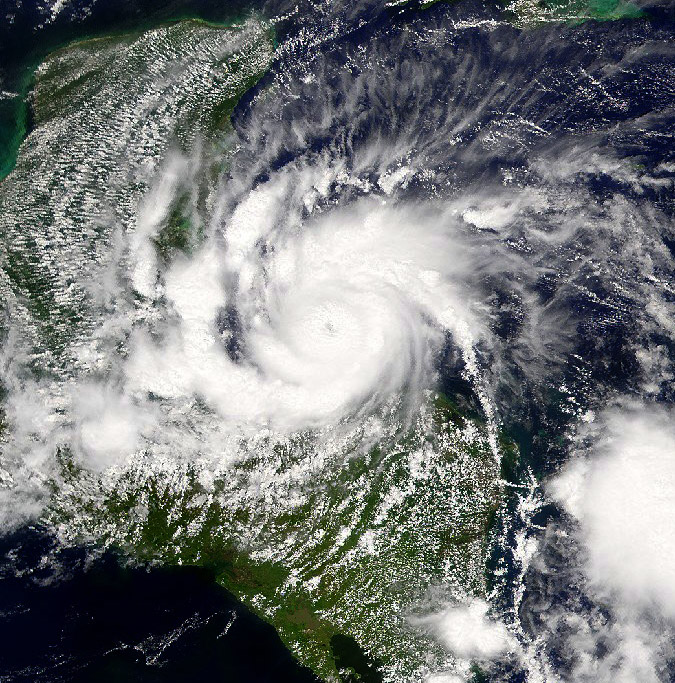
Hurikán Iris nad západní částí Karibského moře

8. října brzy ráno Iris obešel souostroví Velkých Antil a začal opět zesilovat, a to především díky teplým vodám moře a chybějícímu střihu větru. Národní hurikánové centrum ve své předpovědi odhadovalo, že pokud hurikán zasáhne Belize, větry stát zasáhnou v rychlosti asi 165 km/h. Během dalších 12 hodin hurikán opět prudce zintenzivněl. Vítr zesílil z původních 150 km/h na 225 km/h, a tak byl Iris povýšen na 4. stupeň na Saffirově–Simpsonově stupnici hurikánů. Jak hurikán nadále sílil, v jeho středu vzniklo soustředné oko, přičemž to nejvnitřnější oko měřilo v průměru 11 km. Pro srovnání - nejmenší zaznamenané oko hurikánu mělo průměr 5 km (hurikán Wilma v roce 2005). Kvůli tak malému oku nemohli Lovci hurikánů během průzkumného letu nasadit do středu bouře sondu. Krátce po tomto letu se oko hurikánu Iris zhroutilo, zatímco se jádro bouře dostalo na úroveň pobřeží Hondurasu. Během "výměny" oka hurikánu byla bouře dočasně mírně oslabena. Kousek od Belize ale opět nabrala na síle a větry dosahovaly rychlosti až 230 km/h. 9. října ve 2 hodiny ráno se hurikán dostal nad území Belize. Udeřilo při své největší intenzitě poblíž města Monkey River Town v jižní části země.
Zpočátku meteorologové předpokládali, že Iris zůstane tropickou cyklónou, zatímco překoná Střední Ameriku a znovu zesílí nad Tichým oceánem. Místo toho hurikán rapidně zeslábl nad horami v Guatemale a 6 hodin po úderu na Belize zeslábl na tropickou bouři. Za dalších 10 hodin nad jihovýchodním Mexikem bouře ztratila svou cirkulaci a zbytky bouře se později dostaly nad Tichý oceán do oblasti s další konvekcí a podílely se na tvorbě tropické bouře Manuel. Tato nová bouře se rozptýlila 18. října, když se dostala do oblasti chladnějších vod a střihu větru.

## Přípravy
Po dobu 4 dnů, kdy hurikán Iris ohrožoval obyvatelstvo Střední Ameriky, bylo vydáno 16 výstrah a upozornění pro Dominikánskou republiku, kubánské provincie Granma a Santiago de Cuba, Jamajku, Kajmanské ostrovy, poloostrov Yucatán, Guatemalu, Honduras a Belize. Na Jamajce byly otevřeny úkryty před bouří, které nakonec zůstaly nevyužity.
V Belize byla výstraha vydána 23 hodin před úderem hurikánu. Stav nouze byl vydán 8. října, když se hurikán blížil k pobřeží. Všechny záchranné složky byly aktivovány, aby mohly začít rychle odstraňovat následky bouře. Pro přímořské obce a ostrovy při pobřeží byla nařízena povinná evakuace. Hlavní nemocnice v Belize City byla preventivně evakuována, nicméně evakuace byla doporučena pro celé město. V Belize bylo evakuováno 11 380 lidí, včetně těch v hlavním městě. Tyto evakuace nakonec pomohly k omezení počtu obětí. O rok dříve zasáhl to samé území hurikán Keith, takže lidé už věděli, co zhruba očekávat. Záchranné týmy přijely na pomoc po hurikánu Iris jeden den od zásahu hurikánu pevniny. Týmy Pan American Health Organization byly v pohotovosti v Belize, Guatemale a Hondurasu připraveny na zásah.
8. října vydala vláda Hondurasu upozornění pro všechny severní regiony, aby obyvatelé očekávali extrémní podmínky. Na 5 000 lidí bylo v zemi evakuováno. Úřady v Mexiku potom evakuovaly obyvatele rybářských vesnic a uzavřených přístavů.

## Dopad
| Stát                   | Počet obětí |
| ---------------------- | ----------- |
| Belize                 | 23          |
| Dominikánská republika | 3           |
| Guatemala              | 8           |
| Mexiko                 | 2           |
| Celkový počet obětí    | 36          |

### Malé a Velké Antily
Když byl hurikán ve fázi vývoje, obyvatelé severních míst jako Svatý Tomáš (Americké Panenské ostrovy) hlásili déšť a bouřky. V Dominikánské republice spadlo podél pobřeží až 76 mm srážek, přičemž 35 rodin muselo být evakuováno, když se voda vylévala z říčních koryt. Silné deště zapříčinily sesuv půdy nedaleko Santo Dominga, který zasáhl domov tříčlenné rodiny. Všichni zemřeli. Další sesuv půdy v té samé oblasti zranil další 2 lidi. Průchod hurikánu Iris poblíž Jamajky zničil 2 domy a dalším 2 budovám poškodil střechy, což způsobilo zranění 1 člověka. Škoda v zemi byla minimální.

### Příbřežní oblasti
Během hurikánu se nedaleko přístavu Big Creek v Belize převrhl 37m člun, možná je i srážka s tornádem. Na palubě lodi jménem Wave Dancer se tehdy nacházelo 28 lidí včetně 20 členů Richmondského potápěčského klubu z Richmondu ve Virginii. Většina pasažérů se nacházela na horní palubě a nikdo se v té době nepotápěl. Kapitán lodi se zdržel návratu ke břehu a pasažéři čekali, až bouře přejde přes dok. Nepředpokládali ovšem takovou sílu hurikánu. Iris přeťal lana, která spojovala loď s dokem, což zavinilo převrhnutí člunu. 8 z 28 členů posádky přežilo. Zbylých 20 během havárie nepřežilo včetně 15 lidí z oblasti Richmondu a 3 členů posádky.
Během hurikánu se převrhla ještě jedna další loď jménem Vendera s dalšími lidmi na palubě.
| Úhrn srážek | Úhrn srážek | Úhrn srážek | Bouře        | Místo měření                               |
| ----------- | ----------- | ----------- | ------------ | ------------------------------------------ |
| Pořadí      | mm          | in          | Bouře        | Místo měření                               |
| 1           | 829,8       | 32,67       | Keith 2000   | Philip S. W. Goldson International Airport |
| 2           | 546,6       | 21,52       | Sixteen 2008 | Baldy Beacon                               |
| 3           | 249,2       | 9,81        | Chantal 2001 | Towerhill                                  |
| 4           | 246,0       | 9,69        | Mitch 1998   | Central Farm Meteorological Station        |
| 5           | 241,0       | 9,49        | Gert 1993    | Hunting Caye                               |
| 6           | 179,0       | 7,05        | Gerta 1978   | Central Farm Meteorological Station        |
| 7           | 152,4       | 6,00        | Fifi 1974    | La Placencia                               |
| 8           | 131,0       | 5,16        | Hermine 1980 | Central Farm Meteorological Station        |
| 9           | 101,6       | 4,00        | Iris 2001    |                                            |
| 10          | 68,0        | 2,68        | Opal 1995    | Central Farm Meteorological Station        |

### Belize
Hurikán Iris se přibližoval k pobřeží Belize s větry o rychlosti až 233 km/h, ačkoli nejvyšší zaznamenaná rychlost větru byla 171 km/h, a to ve stanici Big Creek. Jelikož měl hurikán Iris malý průměr, škodu napáchal jen na 110 km velkém území jižního Belize. V této oblasti hurikán vzedmul hladinu oceánu o 4,6 m a vlny dosahovaly výšky až 4 m, což způsobilo záplavy a škodu na pobřeží.
Jak bouře postupovala na pevninu, poničila domy a školy v desítkách vesnic. V 35 vesnicích hurikán zničil více než 95 % budov. Díky malým rozměrům systému se většina škod soustředila pouze na regiony Toledo a Stann Creek, tedy 2 nejjižnější a nejchudší oblasti Belize. V regionu Toledo bylo poničeno asi 72 % staveb a v regionu Stann Creek pak zhruba 50 %, bouře zde zanechala asi 15 000 lidí bez střechy nad hlavou. V obou regionech hurikán způsobil výpadky proudu a zkontaminoval zásoby vody. V nejhůře postižených místech bouře zničila chudým Mayským obyvatelům žijících na farmách značnou část majetku. Ve městě Placencia blízko pobřeží zničila bouře kolem 80 % budov a mnoho těch zbylých mělo poničené střechy. Pouliční osvětlení bylo hurikánem strženo. V blízkosti Seine Bight pak bylo zničeno asi 90 % domů. V jižním Belize též bouře poškodila několik silnic a rybářských mol či zařízení pro turisty a turistické cíle včetně mayských ruin. Na 20 % hotelových pokojů v zemi vznikly škody a konečná suma ztrát v těchto ubikacích byla vyčíslena na 37 milionů amerických dolarů. Zbytek země zůstal během bouře nedotčený.
V jižní části země pak hurikán znehodnotil značnou část úrody. V některých místech sklizeň teprve začínala. Společně s asi 2 000 hektary banánů bylo zničeno i 1 400 hektarů rýže, 1 200 hektarů kukuřice a dalších plodin. Bouře také zaplavila pole a zabila několik hospodářských zvířat. Krevetový průmysl ztratil 25 % svých úlovků, částečně též kvůli znečištěné vodě. Škoda na úrodě byla vyčíslena na částku 103 milionů amerických dolarů, a to hlavně díky škodám na banánech. Silný vítr poškodil i velké části lesů, v některých částech bylo zasaženo až 40 % stromů. To způsobilo destrukci několika zvířecích úkrytů. Odhaduje se, že v blízkosti Monkey River zahynulo množství vřešťanů. Velké vlny též poničily některé pláže, i když ne tak značně jako hurikán Keith, který tudy prošel o rok dříve. Přesto byl po bouři hlášen úbytek ryb, patrně kvůli nedostatku kyslíku způsobeným z velkého množství rozkládajících se látek ve vodě.
Iris celkově poškodil či zničil 3 718 domů, 31 škol, 17 zdravotních zařízení a 21 vládních budov a způsobila škodu ve výši 25 milionů amerických dolarů v oblasti dopravy včetně poničených dálnic a mostů. Přímo zasáhl 21 568 lidí (8,5 % populace), zabil 23 lidí v nebo kolem země. Celková škoda byla odhadnuta na 250 milionů amerických dolarů, což z hurikánu Iris učinilo nejničivější bouři v Belize od roku 1961, kdy zemi zasáhl hurikán Hattie.

### Jinde ve Střední Americe
Vysoké vlny a silné deště zavinily výpadky proudu v Guatemale a Hondurasu. Úhrn spadlých srážek se zde odhaduje na 76 až 102 mm, což způsobilo bleskové záplavy a sesuvy půdy, které zranily téměř 100 lidí. Největší škoda se objevila v regionu Petén v jižní části Guatemaly. Bouře zde poničila 26 škol a 2 500 domů a zasáhla zhruba 27 500 lidí. Zemřelo tu celkem 8 lidí, z toho 2 kvůli spadlým stromům.
Zbytky bouře v nad jižním Mexikem vyprodukovaly vysoký úhrn srážek. Vyvrcholení v podobě 122 mm srážek zasáhlo stát Chiapas. Silné deště zasáhly také stát Oaxaca, kde bylo poničeno na 120 domů. Jedno dítě zde zabil a 20 domů zničil sesuv půdy v jedné z vesnic vyvolaný silným deštěm. Druhou obětí hurikánu v Mexiku byl muž, kterého s sebou vzal proud vody rozvodněné řeky.

## Následky
9. října vydala vláda Belize informaci, že hurikán přešel Střední Ameriku, a že začala snaha o obnovení poničených objektů a vyhodnocování škod. Vláda též vyhlásila regiony Stann Creek a Toledo za regiony postižené katastrofou a úředníci vydali zákaz nočního vycházení. Den po bouři byla obnovena doprava na letišti v Belize City a doprava ve všech částech Belize s výjimkou té jižní se vrátila k normálu. Obyvatelé jižní části přišli o zdroj čerstvé vody, a tak byli nuceni pít tu znečištěnou po bouři. Do nejvíce postižených oblastí v zemi byli vyslány zdravotní týmy. Pobočka Červeného kříže v Belmopanu vyzvala obyvatele Belize, aby darovali peníze, oblečení a jídlo obětem hurikánu. Červený kříž též vybudoval přístřešky a rozdal jídlo více než 7 000 lidem. 19. října byly už téměř všechny silnice opět otevřeny. Vláda Belize také vytiskla nové poštovní známky jako finanční pomoc na rekonstrukci poničených staveb a úředníci byli oprávněni utratit 1,2 milionu amerických dolarů pro rekonstrukci poškozených staveb. Belizská vláda také nabídla 8 200 kg osiva kukuřice pro ty zemědělce, kteří vlivem bouře o svou úrodu přišli, stejně tak i hnojivo. Pro zmírnění následků bouře poskytl Světový potravinový program a belizský Červený kříž jídlo 9 000 rodinám v nouzi. K 31. říjnu Červený kříž poskytl 4 800 lidem přikrývky, plachty a hygienické potřeby. Všechny domy byly postupně opraveny a do začátku roku 2002 se produkce plodin vrátila k normálu. Kolem Vánoc 2001 poskytl belizský Červený kříž dárky dětem do škol ve 14 vesnicích, které též bouře postihla. Kvůli ztrátám na banánech tržba v roce 2002 klesla o 22 %, ačkoli se prodeje postupně zvýšily.
Belizská vláda vydala žádost mezinárodnímu společenství o asistenci ve dnech těsně po zásahu hurikánu a různé státy poskytly pomoc. Velká Británie vyslala helikoptéru, aby asistovala při vyhodnocování škod. Vyslala také posádku na pomoc s čištěním znečištěné vody po bouři. Spojené státy též vyslaly posádku na pomoc při vyhodnocování škod a darovaly plastové fólie. I když Guatemala také utrpěla vážné škody, nasadila do Belize pracovní tým skládající se ze členů z celé země, aby pomohl při obnovování postižených oblastí Belize. Mexiko poslalo přikrývky, matrace, jídlo a pití i zdravotnický tým. Japonská vláda zase poslala stany a přikrývky, čínská vláda pak zemi darovala 230 kg rýže a sušeného ovoce. Další státy pak dohromady darovaly asi 225 000 amerických dolarů.
Oběti ztroskotání člunu u Belize byly letecky převezeny do Richmondu ve Virginii. Pojišťovna vyplatila pozůstalým částku ve výši 4 miliony amerických dolarů.
Na jaře 2002 Světová meteorologická organizace rozhodla, že jméno Iris už se pro žádnou další tropickou cyklónu v Atlantském oceánu nevyužije.